# Engenheiro Caldas
Engenheiro Caldas is een gemeente in de Braziliaanse deelstaat Minas Gerais. De gemeente telt 10.908 inwoners (schatting 2009).

## Aangrenzende gemeenten
De gemeente grenst aan Alpercata, Fernandes Tourinho, Sobrália en Tarumirim.